# بقرص
بُقْـرُص، مدينة أثرية قديمة في سوريا، تعود إلى 9000 سنة . تقع في وادي الفرات وهي امتداد طبيعي لبلاد الشام في الجزء الغربي من نهر الفرات تعد من أقدم مواطن سكن الإنسان في العالم، تبعد 10 كم غرب الميادين و 30كم جنوب شرق مدينة دير الزور. اكتشف موقعها عام 1955 م. أظهرت التنقيبات أنها سكنت في العصر الحجري المتأخر في بحر الألف السابع قبل الميلاد، حيث بنى الإنسان بلدة شيدها باللبن ذات مخطط عمراني بديع. وهي من أقدم مواطن البشرية في العالم. أُنشِئت بشكل مجموعات من البيوت المنظمة التي تحف بطرقات مستقيمة، وقد عرف سكانها استخدام الجص في طلاء البيوت وكذلك الرسوم الجدارية.
- أقدم مواطن استقرار الإنسان
- أول من عرف الزراعة
- أول منطقة دجنت الحيوانات
- أقدم نظام وبناء لتخطيط المدن القديمة

ويعد الإنسان الذي استوطن في هذه المنطقة من سوريا في مدينة بقرص بأنه أول من عرف الزراعة وتدجين الحيوانات إضافة إلى الصيد والرعي وعرف صناعة الأدوات الحجرية الجميلة المستخدمة في حياته وأغراضه المختلفة، وأجمع الباحثون وعلماء الآثار وبناء على الدراسات للبعثات العالمية للموقع بأن حضارة بقرص هي أول من اخترع الزراعة وأول من دجن الحيوانات، وعثر في الموقع على العديد من الأواني الحجرية والأدوات كالمثاقب ورؤوس السهام والقدور والكؤوس والسكاكين وبعض الأدوات التي استعملت بالزراعة، بعضها من حجارة الأبسيديين، مما يدل على وجود تجارة كانت قائمة بين المنطقة وبلاد الأناضول الواقعة شمال الجزيرة السورية. وأجاد إنسان هذا العصر التعبير بالفن في صنع التماثيل الطينية والحجرية والنحت البارز وصناعة الحلي، وبينت الحفريات عن مساكن مبنية بطريقة مرتبة وفق مخطط ونظام يمكن تسميته بأقدم نظام لبناء وتخطيط المدن. والمكتشفات الأثرية لموقع بقرص معروضة في متحف دير الزور.

## بقرص حديثاً
لقد قسمت إلى قريتين بقرص فوقاني وهي القسم الواقع على الطريق العام والقسم الآخر بقرص تحتاني،  والتي تشكل شبه جزيرة حيث يحيط بها نهر الفرات من ثلاث جهات.

## السكان
يصل عدد سكان بقرص بقسميه إلى ما يقارب 25000 نسمة (25 ألف)، أنشئت البلدية فيها عام 1984 م وتفخر بلدة بقرص بعدد المتعلمين وحملة الشهادات الجامعية لتكون في مقدمة القرى الأكثر تعلمًا على مستوى القطر العربي السوري فالجامعيون فيها يرفعون شعار ربط الجامعة بالمجتمع ويقطن قرية بقرص حاليًا أبناء قبيلة البوسرايا ويملكون غالبيتها.
وغالبية سكان بقرص من البوسرايا وخاصة من البومحمد وهناك أيضا البوعزام. ويتميز تعامل أهل البلدة مع بعضهم البعض بالمحبة والتعاون القائم على الاحترام؛ وتعزيزاً للتعاون تم إنشاء جمعية خيث وغيرها كما أنشئت روضة أطفال في البلدة لتساهم في تعليم أطفالها وإعانة فقرائها نظراً للظروف المعيشية الصعبة. غالبية شباب البلدة طلاب يدرسون في الجامعات أو مهاجرون يعملون في دول الخليج أو من الموظفين في دوائر الدولة المتعددة.

## معرض صور لآثار القرية

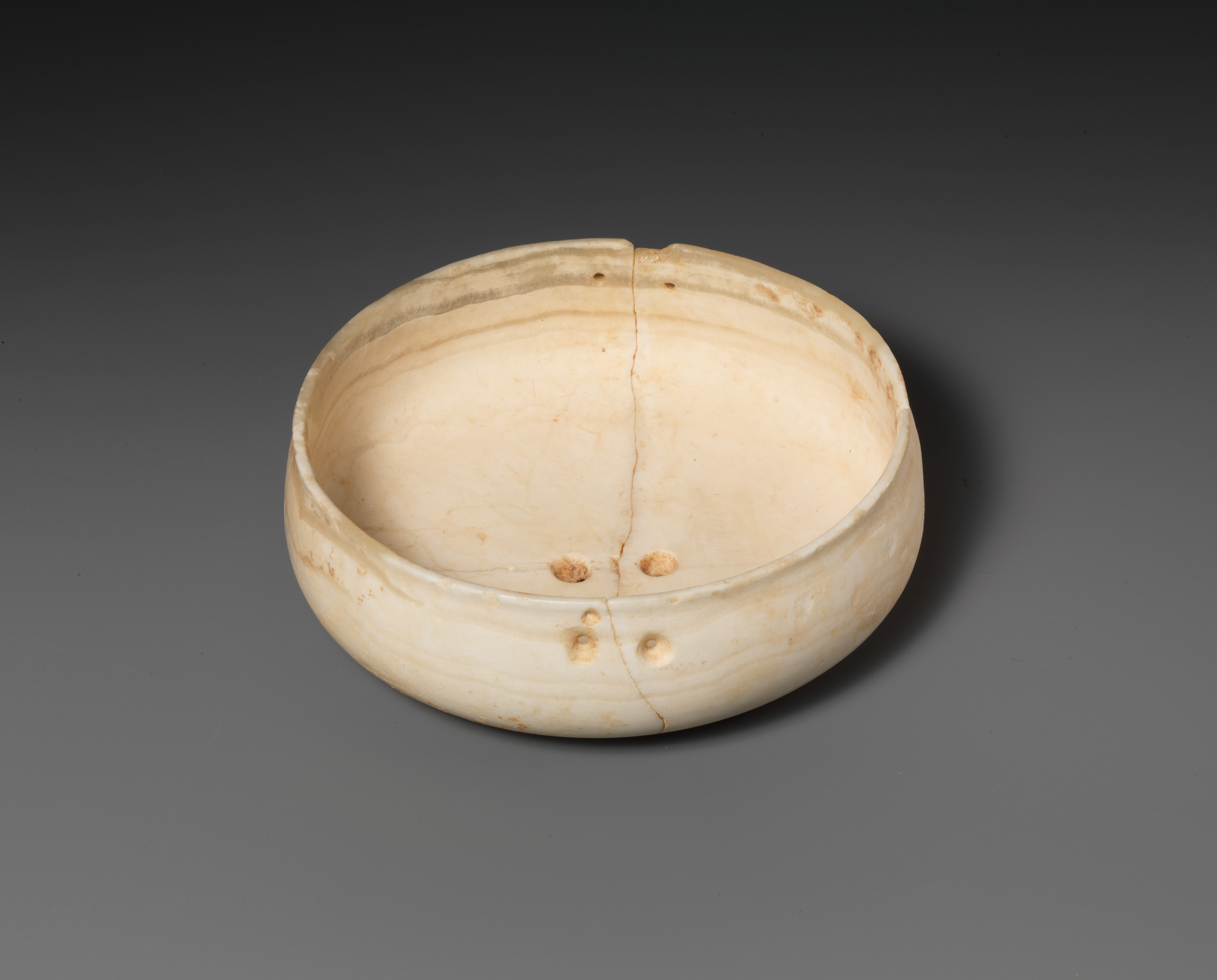
صحن حجري من سوريا، ربما من بقرص، يعود إلى حوالي أواخر الألفية الثامنة قبل الميلاد.
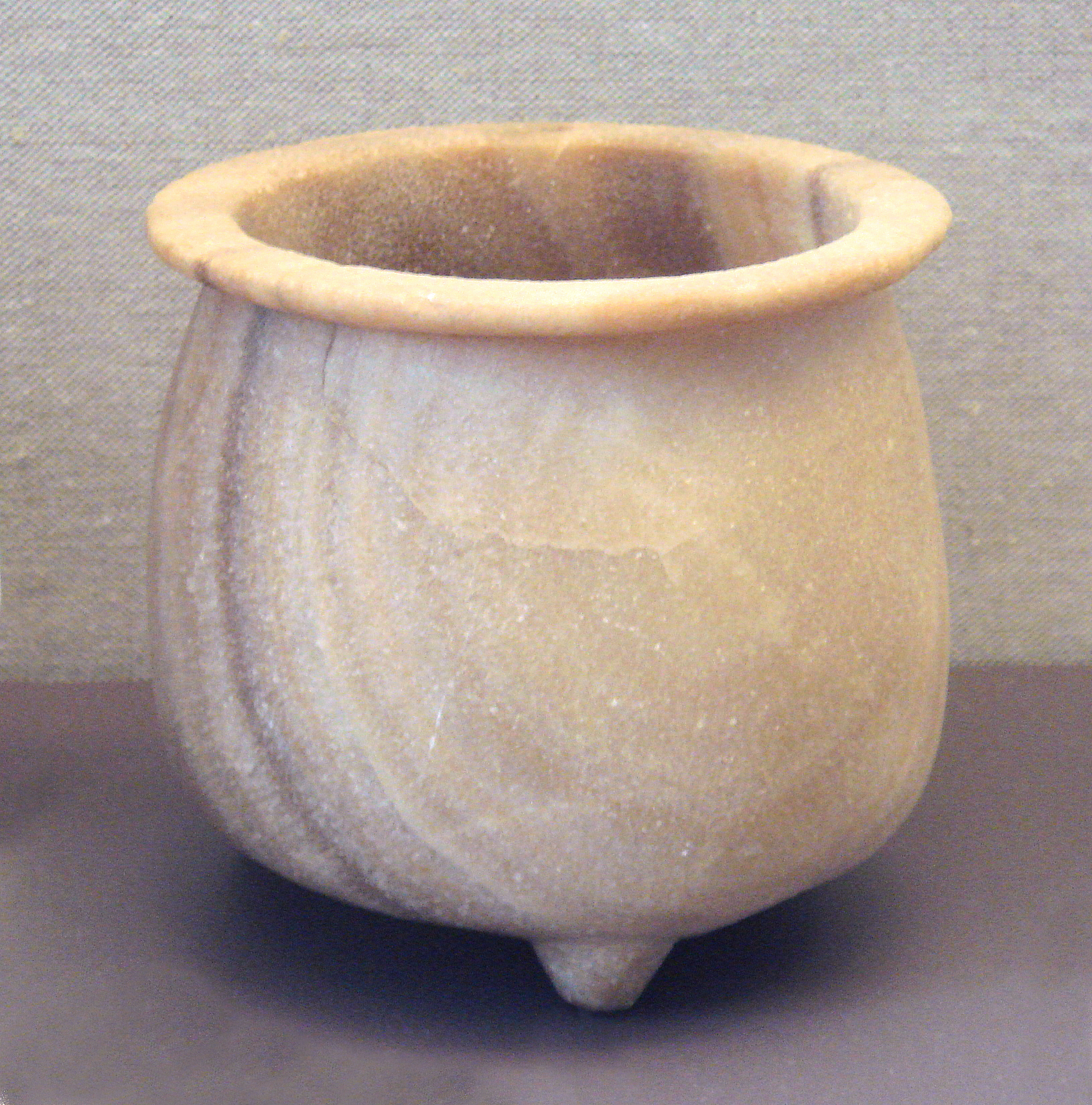
إناء ثلاثي القواعد مصنوع من معدن الكالسيت من منتصف منطقة الفرات، ربما من تل بقرص، تؤرخ إلى 6000 عام ق.م، معروضة في متحف اللوفر (AO 31551)
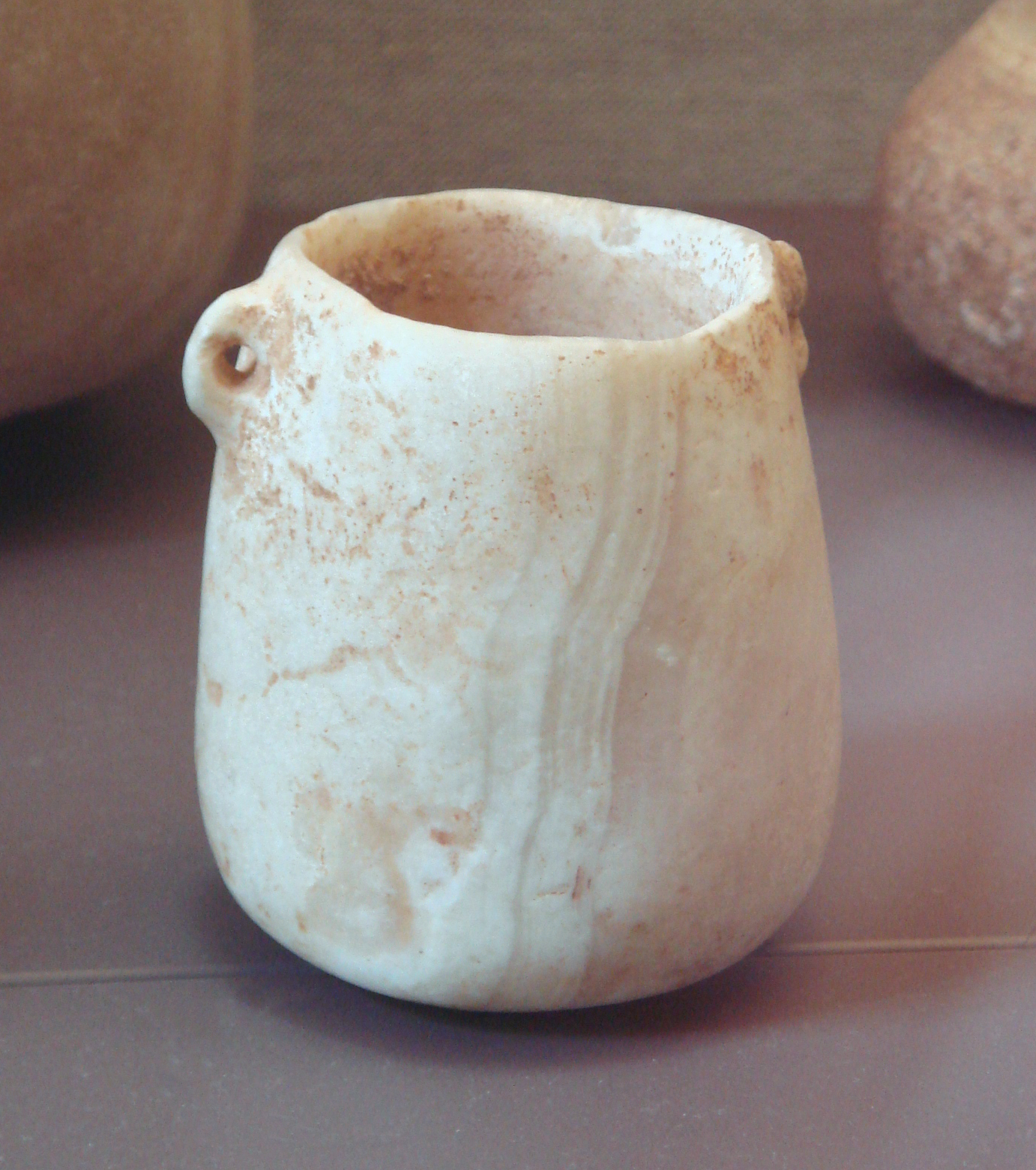
وعاء من المرمر مع مقابض، من منطقة بقرص، من عام 6500 ق.م متحف اللوفر (AO 28519)
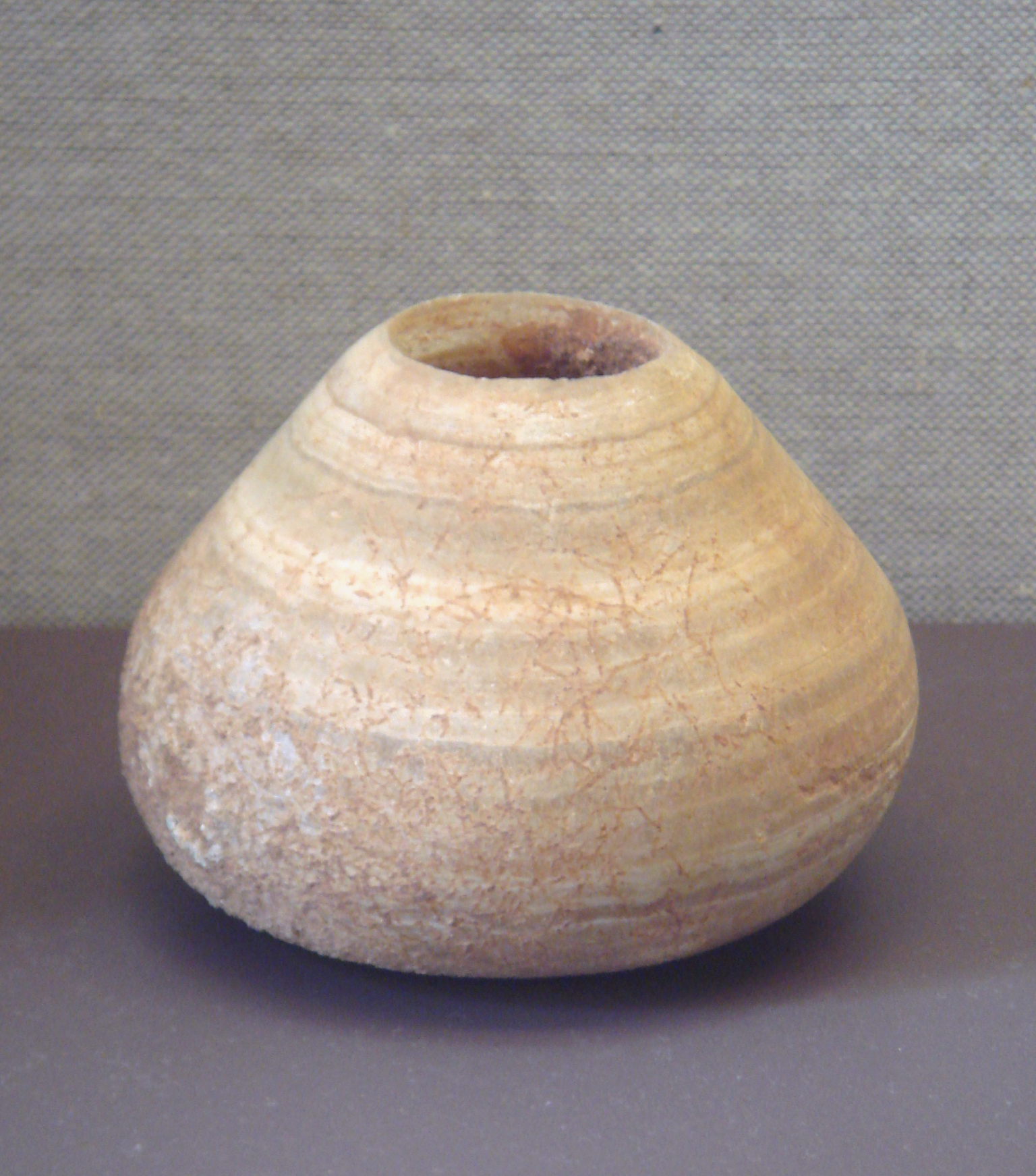
وعاء مرمر من وادي الفرات من عام 6500 ق.م، في متحف اللوفر
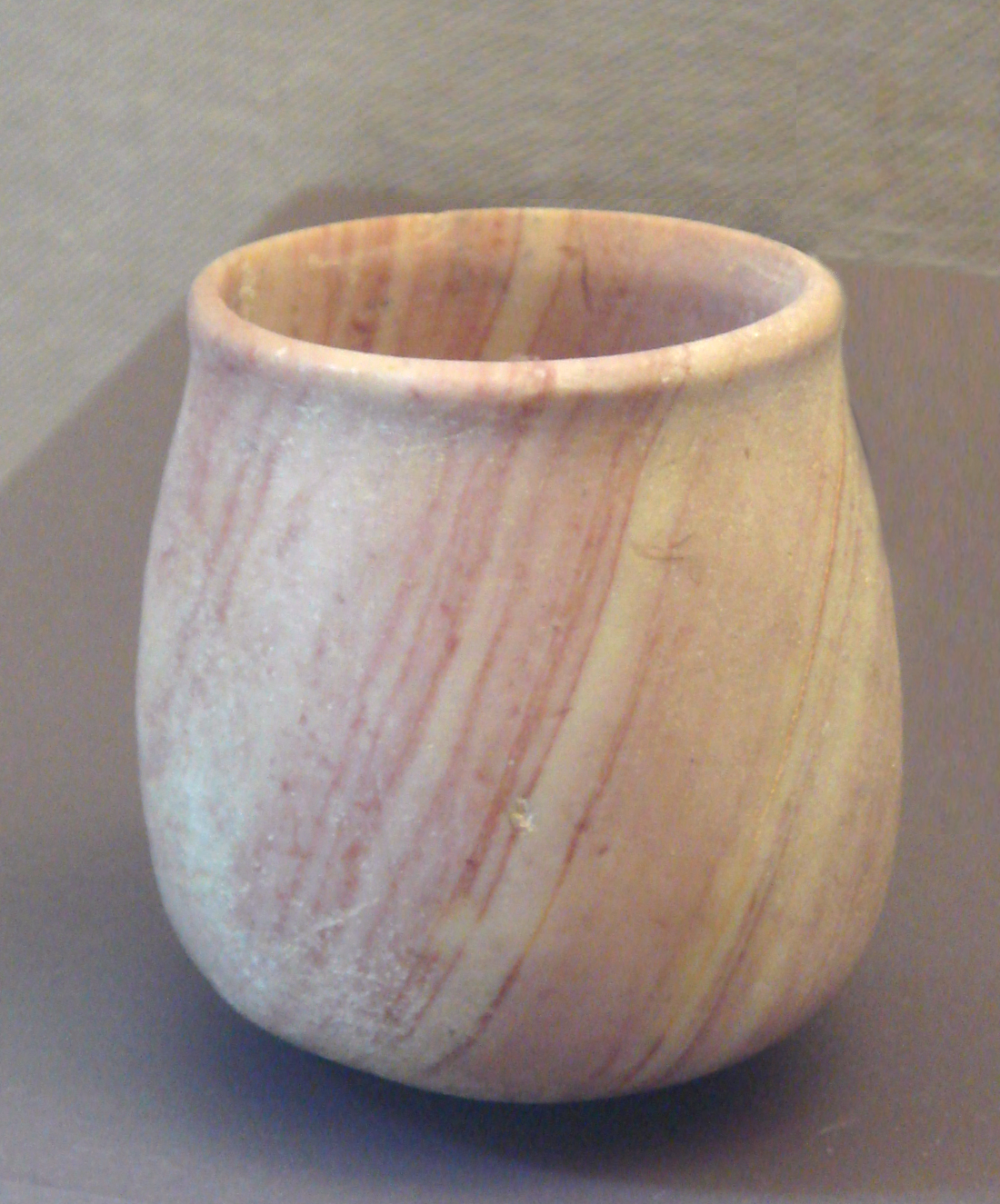
وعاء مرمر من وادي الفرات من عام 6500 ق.م، في متحف اللوفر
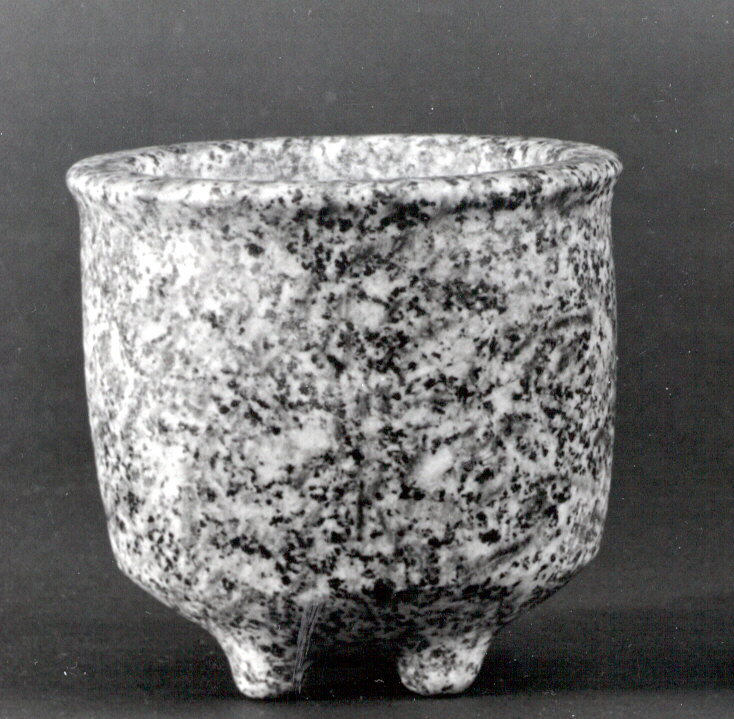
وعاء بقاعٍ مسطح مصنوع من الجرانيت من سوريا، يعود إلى نهاية الألفية الثامنة قبل الميلاد.
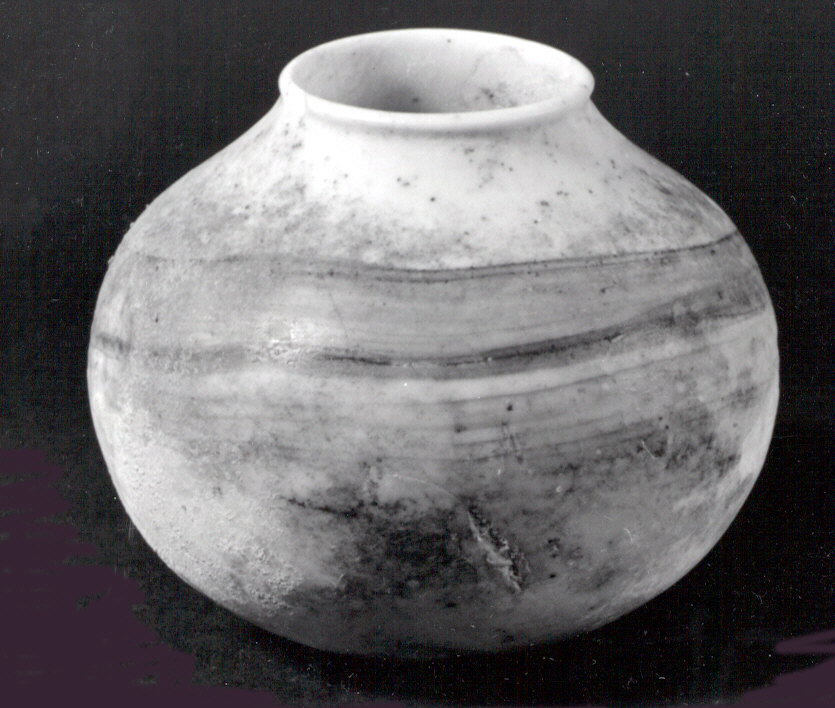
جرة من مادة مرمر الكالسيت من سوريا، من أواخر الألفية الثامنة قبل الميلاد.
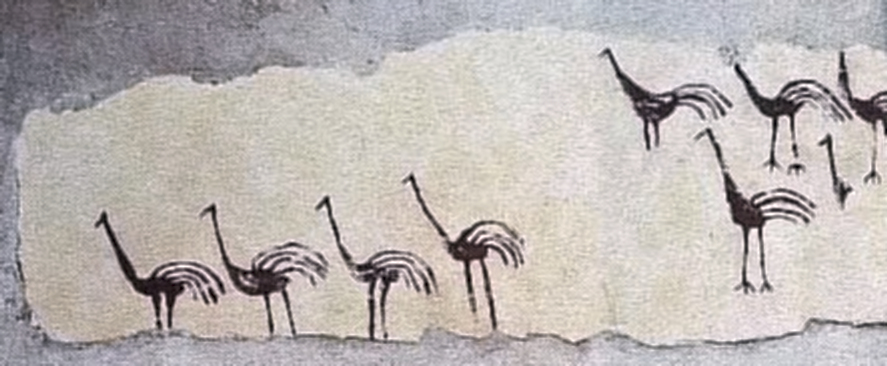
رسم جداري في منزل من العصر الحجري الحديث في تل بقرص. نسخة في متحف دير الزور (نسخة).

## ‌الزراعة وتدجين الحيوانات
أجرى ويليم فان زيست دراسات على النباتات القديمة أي على بقايا النباتات المتفحمة التي تم استخراجها عن طريق تعويم الماء. وقد أظهر ذلك أن الزراعة المطرية كانت تمارس في بقرص، بما في ذلك زراعة نبات الإمر والأينكورن والقمح الحر والشعير العاري والمقشر والبازلاء والعدس. كما تظهر الشفرات المنجلية والمجارق والمدقات في المراحل المبكرة في بقرص ولكن ليس في مراحل لاحقة. وقد تم العثور على أدوات بيضاء مقترحة لاستخدامها كغطاء للسلة لجعلها غير منفذة.
تشكل الأغنام والماعز حوالي 80٪ من 5800 قطعة من بقايا الحيوانات التي يمكن التعرف عليها والتي تم العثور عليها. وشملت الحيوانات الأخرى الخنازير والماشية والتي لا يزال تدجينها غير مؤكد. كما تم اصطياد الأيل والغزلان والحمار الوحشي.